# Antycypacja (genetyka)
Antycypacja – zjawisko w genetyce, w którym objawy choroby uwarunkowanej genetycznie zaczynają objawiać coraz wcześniej i w coraz większym nasileniu w następujących po sobie pokoleniach.
Jest ono powszechne w neurodegeneracyjnych i neuromięśniowych chorobach genetycznych zwanych chorobami spowodowanymi powtórzeniami trinukleotydów (ang. Triplet Repeat Expansion Diseases, TREDs), do których zalicza się: pląsawicę Huntingtona, zespół łamliwego chromosomu X, dystrofię miotoniczną, ataksję Friedreicha i kilka typów ataksji rdzeniowo-móżdżkowych. W chorobach tych, trójnukleotydowe powtórzenia znajdujące się w genach powiązanych z rozwojem schorzeń ulegają z pokolenia na pokolenie systematycznej ekspansji (mutacja dynamiczna), przez co choroba ujawnia się coraz wcześniej, a jej objawy są coraz cięższe.